# Tyfonen Paka

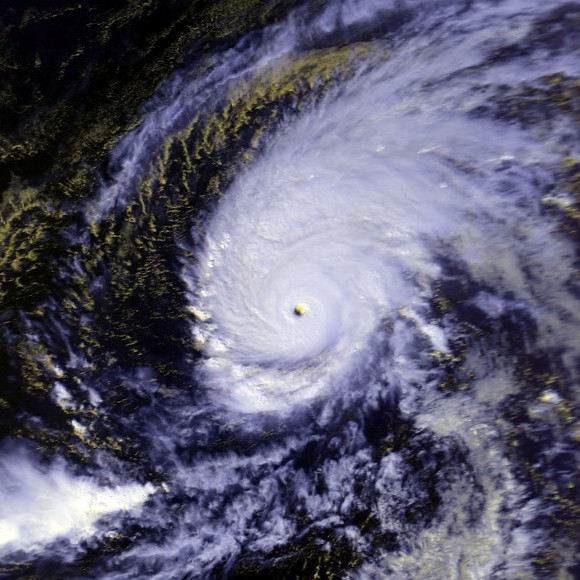
Tyfonen Paka 15 december.

Tyfonen Paka var en kraftig tropisk cyklon som i december 1997 drog fram över de centrala och västra delarna av Stilla havet. Ovädret drog fram bara drygt en månad efter att supertyfonen Keith dragit fram. Även om uppgifterna om Pakas maximala vindstyrkor är ofullständiga (vindmätarna blåste sönder på många ställen) var vindstyrkorna i cyklonen troligen fullt jämförbara med Tyfonen Tip och "Keith" som båda nådde medelvindar på upp till 85 m/s (306 km/h). Det finns uppgifter om vindbyar i "Paka" på ända upp till 106 m/s (380 km/h). Det skulle i så fall vara den högsta vindhastighet som någonsin registrerats i en tropisk cyklon men de har aldrig bekräftats som officiella.
Ovädret orsakade enorma skador på Marshallöarna och Marianerna innan den började att mattas i mitten av december. Lägsta uppmätta lufttryck i Paka var 901 millibar.